# Sistema La Hitte

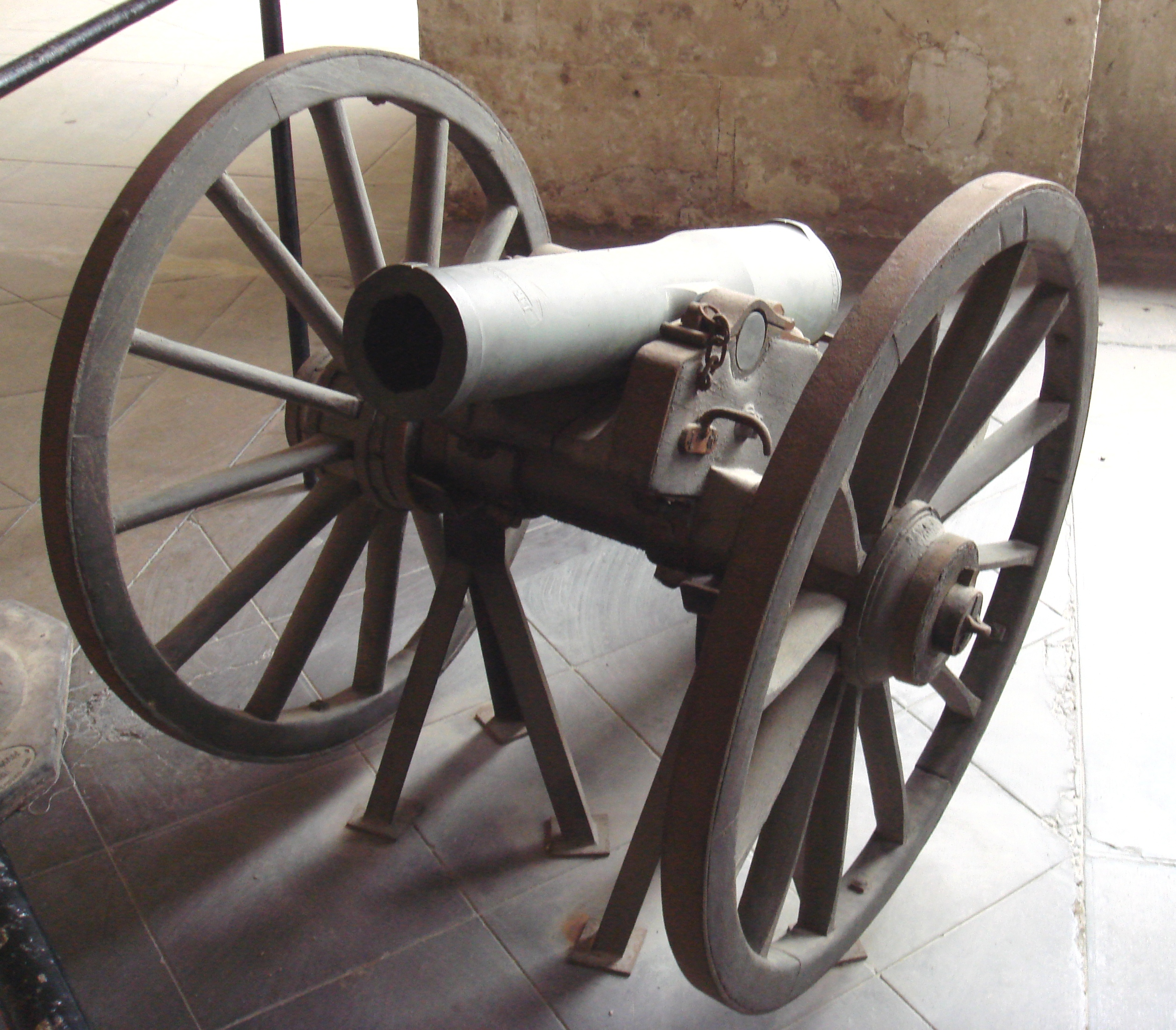
Cannone da montagna modello 1859

Il sistema La Hitte, progettato dal generale francese Ducos La Hitte, è stato quello di dotare l'esercito francese dei primi cannoni rigati con caricamento dalla bocca. Fu introdotto nel marzo 1858 ed entrò in servizio nella seconda guerra d'indipendenza italiana (1859).

## Specifiche
I nuovi cannoni a canna rigata sono stati utilizzati già nella campagna italiana del 1859 che seguì. Questi cannoni offrivano un notevole miglioramento rispetto ai tradizionali cannoni a canna liscia: avevano una portata di 3000 m, potendo sparare sia proiettili, schegge o frammenti di proiettile. Pare che abbiano qui avuto il primo esempio di canna rigata nella storia dell'artiglieria di terra.
Il caricamento avveniva attraverso la bocca (come nei mortai moderni), e gli obici furono progettati per esplodere in due intervalli di distanza.